# Cliodhna Moloney
Pour les articles homonymes, voir Moloney.
Pas d'image ? Cliquez ici

a Compétitions nationales et continentales officielles uniquement.

b Matchs officiels uniquement.
Cliodhna Moloney, née le 31 mai 1993 à Kilconly (en) (Irlande), est une joueuse internationale irlandaise de rugby à XV. Elle évolue au poste de talonneur. Elle joue en championnat d'Angleterre aux Exeter Chiefs.

## Biographie
Née le 31 mai 1993 à Kilconly (en) en Irlande, Cliodhna Moloney pratique d'abord le football gaélique à Corofin, et évolue en première division avec l'équipe de Galway. Elle débute la pratique du rugby à XV pendant ses études à l'Institut de Technologie de Sligo (en), simplement invitée par une amie à se joindre à elle pour un entrainement.
En 2014, elle rejoint le Railway Union RFC. Impressionné par son potentiel, le club lui demande si elle peut s'engager plus sérieusement dans le rugby : elle trouve un emploi dans une agence bancaire de Dublin pour pouvoir être présente à tous les entrainements.
Dès novembre 2015, elle devient internationale irlandaise face à l'Angleterre. Elle est par la suite sélectionnée pour disputer le Tournoi des Six Nations 2016. De son propre aveu, elle est à ce stade encore très perfectible et ne connait même pas très bien toutes les règles.
Elle participe à la Coupe du monde 2017, organisée en Irlande. Après des résultats décevants durant la compétition, elle se sent désabusée et amère. Elle a besoin de changement et part jouer en Angleterre, chez les Wasps (en). Mais sa première saison est gâchée par une blessure et une opération de l'épaule : elle ne joue que cinq matchs[réf. nécessaire].
En 2020, elle est nommée joueuse irlandaise de l'année.
Après le choc de la qualification ratée pour la Coupe du monde 2021 en Nouvelle-Zélande, Cliodhna Moloney s'en prend publiquement à Anthony Eddy, le responsable du rugby à XV féminin à la fédération irlandaise, qui réfute les mises en cause de la gestion fédérale et met la responsabilité de cet échec sportif entièrement sur le dos des joueuses. Elle compare ses propos à du lisier. Dès lors, elle n'est plus convoquée en équipe nationale.
En 2022, elle s'engage avec les Exeter Chiefs et joue la finale du championnat, perdue face au Gloucester-Hartpury de sa compatriote Samantha Monaghan.
Quand le nouveau sélectionneur Scott Bemand annonce le groupe pour le WXV 2023 à Dubaï, Cliodhna Moloney n'y figure pas. De plus, lorsqu'arrive le Tournoi des Six Nations 2024 et la convocation du groupe, elle n'est toujours pas appelée, mais il laisse la porte ouverte en interview au retour de la joueuse. De son côté, elle déclare s'être fait une raison. Elle est finalement rappelée pour préparer la troisième journée face au pays de Galles, après trois années d'exclusion officieuse.

## Vie privée
Cliodhna Moloney est mariée à sa coéquipière chez les Exeter Chiefs Claudia MacDonald.

## Palmarès

### En club
- Finaliste du Championnat d'Angleterre en 2023.

### Distinctions personnelles
- Élue Joueuse irlandaise de l'année en 2022.